# Monte Igueldo
El monte Igueldo (conocido en euskera como Igeldo, Txubillo o Hiru Txubilloak). Es una cumbre de 413 metros de altitud de las tres que se pueden ver desde la bahía de La Concha, junto con la isla de Santa Clara y el monte Urgull en San Sebastián, provincia de Guipúzcoa en el País Vasco en España.

## Etimología
El nombre "Hiru Txubilloak" hace referencia a las tres cimas que se pueden ver en el monte Igueldo. La más oriental es la cumbre principal y se la conoce como "Igueldo" o "Txubillo"; la más occidental es conocida como "Millabier".

## Ubicación geográfica
Se encuentra al oeste de la ciudad de San Sebastián y al este del barrio de Igueldo y su cima está a 181 metros sobre el nivel del mar. Hoy en día, en la cima de la montaña se encuentra el Hotel Mercure Monte Igueldo y el Parque de Atracciones Monte Igueldo. Para subir a la cima se puede coger el funicular de Igueldo. En una época existía un faro en la cima, pero lo relocalizaron en la ladera del monte, dando paso al actual faro del monte Igueldo.